# Lokkaite-(Y)
La lokkaite-(Y) è un minerale.